# Berlin (Connecticut)
Berlin és una població dels Estats Units a l'estat de Connecticut. Segons el cens del 2005 tenia 19.590 habitants.

## Demografia
Segons el cens del 2000, Berlin tenia 18.215 habitants, 6.792 habitatges, i 5.155 famílies. La densitat de població era de 265,9 habitants per km².
Per edats la població es repartia de la següent manera: un 24,7% tenia menys de 18 anys, un 5,3% entre 18 i 24, un 27,8% entre 25 i 44, un 25,6% de 45 a 60 i un 16,6% 65 anys o més.
L'edat mediana era de 41 anys. Per cada 100 dones de 18 o més anys hi havia 91,7 homes.
La renda mediana per habitatge era de 68.068 $ i la renda mediana per família de 76.756 $. Els homes tenien una renda mediana de 49.714 $ mentre que les dones 34.832 $. La renda per capita de la població era de 27.744 $. Aproximadament l'1,4% de les famílies i el 2,5% de la població estaven per davall del llindar de pobresa.